# Karl Albrecht
Pour les articles homonymes, voir Albrecht.
Karl Albrecht, né le 20 février 1920 et mort le 16 juillet 2014 à Essen, en Allemagne, est un homme d'affaires allemand, cofondateur avec son frère Theo, de la chaîne de supermarchés hard-discount ALDI.

## Biographie

### Enfance
Né d'un père mineur et d'une mère commerçante, il grandit avec son frère Théo dans la petite boutique d'alimentation de 100 m2 que leur mère Anna crée le 10 avril 1913, au rez-de-chaussée d'un bâtiment à Schonnebeck .

### Carrière
En 1946 Karl Albrecht, puis son frère en 1948, reprennent le commerce familial et le développent jusqu'à atteindre 13 points de vente dans les années 1950. En 1961 les deux frères se séparent, Theo prend les commandes des magasins au nord de l'Allemagne et Karl s'occupe de la partie sud en RFA. En 1962 le nom Aldi apparaît pour la première fois sur la devanture des enseignes, contraction d'Albrecht-Discount .
Karl Albrecht prend sa retraite en 1994, en conservant la présidence du Conseil d’administration d’Aldi Süd jusqu’en 2002.

## Vie privée
Il était marié et père de deux enfants.

## Fortune
En 2008, sa fortune fait de lui l'homme le plus riche d'Allemagne devant son frère Théo Albrecht.
En mars 2010, il était la 12e personne la plus riche au monde.
En 2012, c'était l'homme le plus riche d'Allemagne avec un patrimoine estimé à 25,4 milliards de dollars américains par Forbes en mars 2012. 